# Gliese 667 Cc
Gliese 667 Cc (auch GJ 667 Cc) ist ein Exoplanet, der den Roten Zwerg Gliese 667 C im Dreifach-Sternsystem Gliese 667 im Sternbild Skorpion umrundet. Der Exoplanet hat eine Mindestmasse von wenigen Erdmassen und liegt in der habitablen Zone. Das System ist 6,8 Parsec bzw. 22,1 Lichtjahre von der Erde entfernt und enthält neben Gliese 667 Cc noch mindestens einen weiteren Planeten: Gliese 667 Cb.

## Entdeckung
Aufgespürt wurde der Planet mit Hilfe der Radialgeschwindigkeitsmethode. Die mögliche Existenz des Planeten aufgrund der Analyse von HARPS-Daten wurde von Bonfils und Kollegen im November 2011 veröffentlicht. Anglada-Escudé und Kollegen konnten die Entdeckung durch zusätzliche Messungen bestätigen.

## Eigenschaften
Die Masse von GJ 667 Cc ist unbekannt. Seine Mindestmasse beträgt etwa 3,8 Erdmassen. GJ 667Cc wird damit als Supererde eingeordnet. Er umkreist den M-Zwerg mit der Bezeichnung GJ 667 C in 28,2 Tagen. Die große Halbachse seiner Bahn wird auf 0,125 AE geschätzt, d. h. etwa auf einen Achtel der Entfernung von der Erde zur Sonne. Der Exoplanet liegt in der habitablen Zone des Sterns, der Zone in der auf einem erdähnlichen Planeten Wasser in flüssiger Form vorhanden sein kann, was als Voraussetzung für Leben, wie wir es kennen, angenommen wird. Ob auf GJ 667 Cc tatsächlich flüssiges Wasser vorhanden ist, hängt allerdings von diversen anderen Eigenschaften des Planeten ab, die bisher nicht bekannt sind.